# Hermann Friedrich Rüthling
Hermann Friedrich Rüthling (* 1758 in Wittstock/Dosse; † nach 1811 in Berlin) war ein deutscher Theaterschauspieler und Dramaturg.

## Leben
Rüthling wurde 1758 in Wittstock an der Dosse geboren. 1781 wurde er von Karl Theophil Döbbelin in Berlin engagiert. Er spielte vor allem kleine Nebenrollen. Nach der Gründung des Berliner Königlichen Nationaltheaters 1786/1787 wurde er übernommen und soll am 24. März pensioniert worden sein. In August von Kotzebues Schauspiel Bayard spielte Rüthling einen Stallmeister. In dem Lustspiel Er mengt sich in alles von Johann Friedrich Jünger spielte er die Rolle eines Kellners. In Friedrich Schillers Die Piccolomini übernahm er die Rolle eines Bedienten des Grafen Terzky. Unter der Direktion von August Wilhelm Iffland übernahm er immer mehr die Funktion eines Sekretärs bzw. Dramaturgen. So stammte von ihm im Beitrag zu einem Theaterhandbuch das Alphabetische Verzeichniß der darstellenden Mitglieder des Königl. Nationaltheaters, in dem er einen kurzen biografischen Abriss der Schauspieler liefert.
Sein Sohn Johann Friedrich Ferdinand Rüthling (1793–1849) war ebenfalls Schauspieler. Er galt als Schüler von August Wilhelm Iffland.